# Trascrizione fonetica semplificata THL
La trascrizione fonetica semplificata THL (anche trascrizione fonetica THL) è un sistema di trascrizione per la resa fonetica del tibetano standard.
Tale sistema di trascrizione è stato creato da David Germano e Nicolas Tournadre ed è stato pubblicato il 12 dicembre 2003. 
Si tratta essenzialmente di una forma semplificata del sistema fonetico Tournadre, che viene utilizzato da Tournadre nei suoi manuali di lingua tibetana.
L'acronimo "THL" (precedentemente indicato come THDL) si riferisce al progetto Tibetan and Himalayan Library, ospitato dall'Università della Virginia.